# Copa Interclubes de la Uncaf 2000
La Copa Interclubes 2000 fue la vigésimo sexta edición de la Copa Interclubes de la Uncaf, torneo de fútbol más importante a nivel de clubes de Centroamérica organizado por la Uncaf y que contó con la participación de 12 equipos de la región, 3 equipos más que en la edición anterior, incluyendo por primera vez a equipos de Panamá.
El campeón de la edición anterior, CD Olimpia de Honduras se convirtió en el primer equipo en ganar el torneo en ediciones consecutivas tras ser el equipo que hizo más puntos en la ronda final disputada en el Estadio Olímpico Metropolitano de San Pedro Sula, Honduras para conseguir su tercer título.

## Primera Ronda

### Grupo A
| 3 de febrero de 2000 | Alajuelense                                                                       | 6:0 (2:0) | Real Estelí | Estadio Alejandro Morera Soto, Alajuela |  |
|                      | Esinho 3' · Marín 39' · Miranda 60' · A. Castro 73' · Alpízar 80' · Izaguirre 87' |           |             |                                         |  |

| 13 de febrero de 2000 | Real Estelí       | 1:2 (0:2) | Alajuelense     | Estadio Independencia, Estelí |  |
|                       | Alonso 83' (pen.) |           | Quiros 18', 42' |                               |  |

| 27 de febrero de 2000 | Real España               | 2:1 (1:0) | Real Estelí | Estadio Olímpico Metropolitano, San Pedro Sula |  |
|                       | Vera 33' · L. Ramírez 67' |           | Álvarez 47' |                                                |  |

| 2 de marzo de 2000 | Alajuelense      | 1:0 (1:0) | Real España | Estadio Alejandro Morera Soto, Alajuela |  |
|                    | López 15' (pen.) |           |             |                                         |  |

| 15 de marzo de 2000 | Real España | 1:1 (1:0) | Alajuelense   | Estadio Olímpico Metropolitano, San Pedro Sula |  |
|                     | Oliva 32'   |           | Izaguirre 71' |                                                |  |

| 27 de marzo de 2000 | Real Estelí | 0:8 (0:3) | Real España                                                                       | Estadio Independencia, Estelí |  |
|                     |             |           | Delgado 4' · Zapata 8' · Rolón 36' · Alcero 47' · Vera 50', 52', 83' · Obando 78' |                               |  |

| Equipo      | PJ | PG | PE | PP | GF | GC | Dif. | Pts. |
| ----------- | -- | -- | -- | -- | -- | -- | ---- | ---- |
| Alajuelense | 4  | 3  | 1  | 0  | 10 | 2  | +8   | 10   |
| Real España | 4  | 2  | 1  | 1  | 11 | 3  | +8   | 7    |
| Real Estelí | 4  | 0  | 0  | 4  | 2  | 18 | -16  | 0    |

### Grupo B
| 10 de febrero de 2000 | Panamá Viejo            | 2:0 (1:0) | Alianza | Estadio Javier Cruz, Ciudad de Panamá |  |
|                       | Gómez 2' · Aparicio 71' |           |         |                                       |  |

| 12 de febrero de 2000 | Saprissa                             | 3:1 (1:0) | Alianza         | Estadio Ricardo Saprissa Aymá, Tibás |  |
|                       | Ilama 1' · Murillo 52' · Rosella 86' |           | De Oliveira 49' |                                      |  |

| 17 de febrero de 2000 | Alianza                                                          | 7:2 (2:1) | Panamá Viejo                      | Estadio Cuscatlán, San Salvador |  |
|                       | De Oliveira 2', 63', 73', 88' · Martínez 13', 82' · Da Silva 73' |           | Herrera 29' (pen.) · Aparicio 85' |                                 |  |

| 19 de febrero de 2000 | Saprissa                            | 3:0 (1:0) | Panamá Viejo | Estadio Ricardo Saprissa Aymá, Tibás |  |
|                       | Mahía 35' · Rosella 47' · Ilama 84' |           |              |                                      |  |

| 24 de febrero de 2000 | Alianza     | 1:2 (0:2) | Saprissa                       | Estadio Cuscatlán, San Salvador |  |
|                       | Galeano 64' |           | Martínez 6' (pen.) · Bryce 19' |                                 |  |

| 2 de marzo de 2000 | Panamá Viejo | 1:0 (1:0) | Saprissa | Estadio Javier Cruz, Ciudad de Panamá |  |
|                    | Phillips 26' |           |          |                                       |  |

| Equipo       | PJ | PG | PE | PP | GF | GC | Dif. | Pts. |
| ------------ | -- | -- | -- | -- | -- | -- | ---- | ---- |
| Saprissa     | 4  | 3  | 0  | 1  | 8  | 3  | +5   | 9    |
| Panamá Viejo | 4  | 2  | 0  | 2  | 5  | 10 | -5   | 6    |
| Alianza      | 4  | 1  | 0  | 3  | 9  | 9  | 0    | 3    |

### Grupo C
| 15 de enero de 2000 | Sagitún       | 1:1 (0:1) | Comunicaciones | Michael Ashcroft Stadium, Independence Village |  |
|                     | Hendricks 68' |           | González 18'   |                                                |  |

| 3 de febrero de 2000 | Comunicaciones                             | 4:1 (2:1) | Sagitún   | Estadio Mateo Flores, Ciudad de Guatemala |  |
|                      | Callen 28' · Arenas 31' · Samayoa 55', 72' |           | López 17' |                                           |  |

| 5 de febrero de 2000 | Árabe Unido     | 2:1 (2:0) | Sagitún       | Estadio Armando Dely Valdés, Colón |  |
|                      | Cadena 12', 42' |           | Benavidez 77' |                                    |  |

| 2 de marzo de 2000 | Árabe Unido | 1:0 (0:0) | Comunicaciones | Estadio Armando Dely Valdés, Colón |  |
|                    | Medina 88'  |           |                |                                    |  |

| 9 de marzo de 2000 | Comunicaciones  | 1:0 (1:0) | Árabe Unido | Estadio Mateo Flores, Ciudad de Guatemala |  |
|                    | Pérez 5' (pen.) |           |             |                                           |  |

| 12 de marzo de 2000 | Sagitún                        | 2:2 (0:2) | Árabe Unido             | Michael Ashcroft Stadium, Independence Village |  |
|                     | López 56' · Burgess 68' (pen.) |           | Cadena 14' · Cerezo 44' |                                                |  |

| Equipo         | PJ | PG | PE | PP | GF | GC | Dif. | Pts. |
| -------------- | -- | -- | -- | -- | -- | -- | ---- | ---- |
| Comunicaciones | 4  | 2  | 1  | 1  | 6  | 3  | +3   | 7    |
| Árabe Unido    | 4  | 2  | 1  | 1  | 5  | 4  | +1   | 7    |
| Sagitún FC     | 4  | 0  | 2  | 2  | 5  | 9  | -4   | 2    |

### Grupo D
| 20 de enero de 2000 | La Victoria | 0:1 (0:0) | Municipal      | Ricalde Stadium, Corozal Town |  |
|                     |             |           | R. Ramírez 74' |                               |  |

| 27 de enero de 2000 | Municipal                                                                 | 6:1 (2:0) | La Victoria | Estadio Mateo Flores, Ciudad de Guatemala |  |
|                     | G. Ramírez 4', 87' · Benítez 25', 52' · R. Ramírez 55' (pen.), 86' (pen.) |           | Rosales 85' |                                           |  |

| 13 de marzo de 2000 | La Victoria | 0:3 (0:3) | Olimpia                                         | Ricalde Stadium, Corozal Town |  |
|                     |             |           | Santamaría 8' · Tosello 25' · Nugent 45' (a.g.) |                               |  |

| 15 de marzo de 2000 | Olimpia | w/o1 | La Victoria | Estadio Nacional de Tegucigalpa, Tegucigalpa |  |

| 23 de marzo de 2000 | Olimpia                          | 2:3 (1:2) | Municipal                                | Estadio Nacional de Tegucigalpa, Tegucigalpa |  |
|                     | Tosello 15' (pen.) · Arriola 58' |           | R. Ramírez 1' · González 20' · Plata 62' |                                              |  |

| 30 de marzo de 2000 | Municipal | w/o2 | Olimpia | Estadio Mateo Flores, Ciudad de Guatemala |  |

1- La Victoria no se presentó al partido, por lo que se acreditó la victoria al Olimpia.
2- Olimpia no se presentó, el grupo lo ganó el Municipal.

| Equipo      | PJ | PG | PE | PP | GF | GC | Dif. | Pts. |
| ----------- | -- | -- | -- | -- | -- | -- | ---- | ---- |
| Municipal   | 3  | 3  | 0  | 0  | 10 | 3  | +7   | 9    |
| Olimpia     | 3  | 2  | 0  | 1  | 5  | 3  | +2   | 6    |
| La Victoria | 4  | 0  | 0  | 4  | 1  | 10 | -9   | 0    |

## Segunda Ronda

### Grupo A
Todos los partidos se jugaron en el Estadio Mateo Flores de Guatemala.
| 2 de agosto de 2000 | Municipal    | 1:1 (0:0) | Saprissa        | Estadio Mateo Flores, Ciudad de Guatemala |  |
|                     | Ponciano 89' |           | G. Drummond 85' |                                           |  |

| 2 de agosto de 2000 | Olimpia                                                 | 5:0 (1:0) | Panamá Viejo | Estadio Mateo Flores, Ciudad de Guatemala |  |
|                     | Ulloa 17' · Costa 48' · Velásquez 81', 85' · Pineda 89' |           |              |                                           |  |

| 4 de agosto de 2000 | Olimpia | 0:0 | Municipal | Estadio Mateo Flores, Ciudad de Guatemala |  |

| 4 de agosto de 2000 | Panamá Viejo | 1:0 (0:0) | Saprissa | Estadio Mateo Flores, Ciudad de Guatemala |  |
|                     | Canales 78'  |           |          |                                           |  |

| 6 de agosto de 2000 | Saprissa                                                     | 4:1 (2:1) | Olimpia            | Estadio Mateo Flores, Ciudad de Guatemala |  |
|                     | J. Drummond 22' · Cordero 28' · Row 62' (pen.) · Centeno 82' |           | Tosello 10' (pen.) |                                           |  |

| 6 de agosto de 2000 | Municipal                                              | 5:0 (3:0) | Panamá Viejo | Estadio Mateo Flores, Ciudad de Guatemala |  |
|                     | Plata 3', 46' · Romero 13' · Acevedo 21' · Ramírez 90' |           |              |                                           |  |

| Equipo       | PJ | PG | PE | PP | GF | GC | Dif. | Pts. |
| ------------ | -- | -- | -- | -- | -- | -- | ---- | ---- |
| Municipal    | 3  | 1  | 2  | 0  | 6  | 1  | +5   | 5    |
| Olimpia      | 3  | 1  | 1  | 1  | 6  | 4  | +2   | 4    |
| Saprissa     | 3  | 1  | 1  | 1  | 5  | 3  | +2   | 4    |
| Panamá Viejo | 3  | 1  | 0  | 2  | 1  | 10 | -9   | 3    |

### Grupo B
Todos los partidos se jugaron en el Estadio Rommel Fernández de Ciudad de Panamá.
| 23 de agosto de 2000 | Alajuelense                 | 2:1 (0:0) | Comunicaciones | Estadio Rommel Fernández, Ciudad de Panamá |  |
|                      | Ciccia 69' · Chinchilla 84' |           | Fonseca 63'    |                                            |  |

| 23 de agosto de 2000 | Real España             | 2:1 (1:0) | Árabe Unido       | Estadio Rommel Fernández, Ciudad de Panamá |  |
|                      | Oliva 13' · Ramírez 78' |           | Cadena 85' (pen.) |                                            |  |

| 25 de agosto de 2000 | Árabe Unido             | 2:3 (1:2) | Alajuelense                          | Estadio Rommel Fernández, Ciudad de Panamá |  |
|                      | Cadena 19' · Medina 59' |           | Ciccia 23', 31' · Delgado 48' (pen.) |                                            |  |

| 25 de agosto de 2000 | Comunicaciones | 1:2 (1:1) | Real España              | Estadio Rommel Fernández, Ciudad de Panamá |  |
|                      | Gallegos 25'   |           | Caprille 27' · Rojas 88' |                                            |  |

| 27 de agosto de 2000 | Alajuelense        | 1:0 (0:0) | Real España | Estadio Rommel Fernández, Ciudad de Panamá |  |
|                      | Delgado 86' (pen.) |           |             |                                            |  |

| 27 de agosto de 2000 | Árabe Unido                                               | 4:3 (2:2) | Comunicaciones                 | Estadio Rommel Fernández, Ciudad de Panamá |  |
|                      | Cadena 30' · Saraiva 44' (a.g.) · Medina 75' · Cerezo 88' |           | Pezzarossi 3', 34' · Rodas 77' |                                            |  |

| Equipo         | PJ | PG | PE | PP | GF | GC | Dif. | Pts. |
| -------------- | -- | -- | -- | -- | -- | -- | ---- | ---- |
| Alajuelense    | 3  | 3  | 0  | 0  | 6  | 3  | +3   | 9    |
| Real España    | 3  | 2  | 0  | 1  | 4  | 3  | +1   | 6    |
| Árabe Unido    | 3  | 1  | 0  | 2  | 7  | 8  | -1   | 3    |
| Comunicaciones | 3  | 0  | 0  | 3  | 5  | 8  | -3   | 0    |

## Ronda final
Todos los partidos se jugaron en el Estadio Olímpico Metropolitano de San Pedro Sula, Honduras.
| 1 de noviembre de 2000 | Real España   | 1:1 (1:1) | Alajuelense | Estadio Olímpico Metropolitano, San Pedro Sula |                               |
|                        | Hernández 31' |           | Quiros 14'  | Asistencia: 8000 espectadores                  | Asistencia: 8000 espectadores |

| 1 de noviembre de 2000 | Olimpia | 0:0 | Municipal | Estadio Olímpico Metropolitano, San Pedro Sula |  |
|                        |         |     |           | Asistencia: 8000 espectadores                  |  |

| 3 de noviembre de 2000 | Real España | 0:2 (0:0) | Olimpia                     | Estadio Olímpico Metropolitano, San Pedro Sula |                               |
|                        |             |           | Peralta 47' · Velásquez 72' | Asistencia: 7000 espectadores                  | Asistencia: 7000 espectadores |

| 3 de noviembre de 2000 | Alajuelense | 1:0 (0:0) | Municipal | Estadio Olímpico Metropolitano, San Pedro Sula |                               |
|                        | Marín 55'   |           |           | Asistencia: 7000 espectadores                  | Asistencia: 7000 espectadores |

| 5 de noviembre de 2000 | Olimpia | 0:0 | Alajuelense | Estadio Olímpico Metropolitano, San Pedro Sula |  |
|                        |         |     |             | Asistencia: 7000 espectadores                  |  |

| 5 de noviembre de 2000 | Municipal      | 2:3 (2:2) | Real España       | Estadio Olímpico Metropolitano, San Pedro Sula |                               |
|                        | Plata 35', 45' |           | Orta 3', 30', 56' | Asistencia: 7000 espectadores                  | Asistencia: 7000 espectadores |

| Equipo      | PJ | PG | PE | PP | GF | GC | Dif. | Pts. |
| ----------- | -- | -- | -- | -- | -- | -- | ---- | ---- |
| Olimpia     | 3  | 1  | 2  | 0  | 2  | 0  | +2   | 5    |
| Alajuelense | 3  | 1  | 2  | 0  | 2  | 1  | +1   | 5    |
| Real España | 3  | 1  | 1  | 1  | 4  | 5  | -1   | 4    |
| Municipal   | 3  | 0  | 1  | 2  | 2  | 4  | -2   | 1    |

## Clasificados
| Bandera de Honduras | Bandera de Costa Rica | Bandera de Honduras |
| Olimpia             | Alajuelense           | Real España         |
| Campeón 2° Título   | Subcampeón            | Tercer puesto       |